# Лукин, Виталий Валентинович
Виталий Валентинович Лукин (род. 14 сентября 1960, Алтай) — российский кинорежиссёр и сценарист.

## Образование
- ВГИК (актёрское отделение) (1981—1985)
- ВГИК (постановочный факультет — режиссура игрового фильма. Мастер-руководитель, профессор С. Ф. Бондарчук, 1987—1990)

## Признание и награды
- Член Союза кинематографистов России
- Член Гильдии кинорежиссёров России[1]
- Действительный член ВАНКБ (Всемирная Академия Наук Комплексной Безопасности)

Награждён правительственными наградами:
- Медаль «За укрепление боевого содружества»
- Знак «За заслуги»

## Фильмография

### Режиссёр
Полнометражные документальные фильмы:
- «Паритет» −25 м.
- «Чукотия» −52 м.
- «Арктика» −52 м.
- «Шахтер» −52 м.
- «Полярное золото» −52 м.

Художественные фильмы:
- «Игнаха»
- «Заповедник»
- 1993 — «Чёрная акула»
- 2006 — «Прорыв»
- 2010 — «На всех широтах» 8-серийный телевизионный художественный фильм. По заказу Правительства Москвы.

### Сценарист
- «За други своя»
- «Враждебные воды»
- «За отечество и люди во время брани»
- «Поездка в город»
- «Жатва»

## Кинонаграды
- Кинофестиваль «Военное кино» им. Ю.Озерова

Специальный диплом им. Евгения Родионова «За правдивое отражение темы патриотизма в военном кино»
г. Санкт-Петербург, 2006 год.
- 3-й Международный кинофестиваль военно-патриотического фильма им. С. Ф. Бондарчука «Можайский рубеж»

Диплом — «Приз зрительских симпатий»
г. Волоколамск, 2006 год.
- 4-й Международный Московский областной кинофестиваль «Славься, Отечество!»

Главная премия.
г. Серпухов, 2007 год.